# Федченко Володимир Миколайович
Володи́мир Микола́йович Фе́дченко, псевдо «Фед», (13 травня 1973, с. Нещеретове, Луганська область  — 27 лютого 2020, смт Новотошківське, Луганська область) — молодший сержант, головний сержант взводу 93-ї механізованої бригади «Холодний Яр» Збройних сил України, учасник російсько-української війни.

## Біографія
Народився 13 травня 1973 року в Нещеретовому Білокуракинського району. Після закінчення школи здобув професійно-технічну освіту за фахом тракторист-машиніст. Працював у колгоспі, згодом, з 2003 до 2011 року — на господарських роботах в дитячому садку, потім — в ремонтно-будівельній бригаді.
Учасник Антитерористичної операції на сході України та Операції об'єднаних сил. В 93-й бригаді з грудня 2016 року.
Загинув 27 лютого 2020 року від кулі ворожого снайпера в голову під час порятунку пораненого товариша.
Поховали героя 29 лютого в рідному Нещеретовому.
В загиблого залишились дружина та четверо дітей, двоє з яких неповнолітні.

## Нагороди та відзнаки
- Орден «За мужність» III ступеня (12.05.2020, посмертно), — за особисту мужність і самовіддані дії, виявлені у захист державного суверенітету та територіальної цілісності України[5].